# Yard (Rose Ash)
Yard is een gehucht in het bestuurlijke gebied North Devon, in het Engelse graafschap Devon. Het maakt deel uit van de civil parish Rose Ash. In de tijd van het Domesday Book (1086) werd Yard onder de naam 'Hierde' / 'Hierda' vermeld als landgoed. Indertijd werd de bevolking op 17 huishoudens bepaald. De boerderij 'South Yarde Farmhouse', waarvan de oudste delen uit de vijftiende eeuw stammen, staat op de Britse monumentenlijst. De bomen waarvan het hout voor het dak is gebruikt, werden in 1447/48 geveld.